# کارپینا
کارپینا (به پرتغالی: Carpina) یک منطقهٔ مسکونی در برزیل است که در پرنامبوکو واقع شده‌است. کارپینا ۱۴۶٫۱ کیلومتر مربع مساحت و ۸۴٬۳۹۵ نفر جمعیت دارد و ۱۸۴ متر بالاتر از سطح دریا واقع شده‌است.